# Granulación aerobia
El tratamiento biológico de las aguas residuales en las estaciones depuradoras de aguas residuales a menudo se lleva a cabo por medio de la aplicación de sistemas basados en lodos activos. Estos sistemas generalmente requieren grandes superficies para la implantación de las diversas unidades de tratamiento y posterior separación de la biomasa, debido a la pobre sedimentabilidad de los lodos. En los últimos años se han desarrollado nuevas tecnologías buscando mejoras en estos sistemas. El uso de lodo granular aerobio es una de ellas.

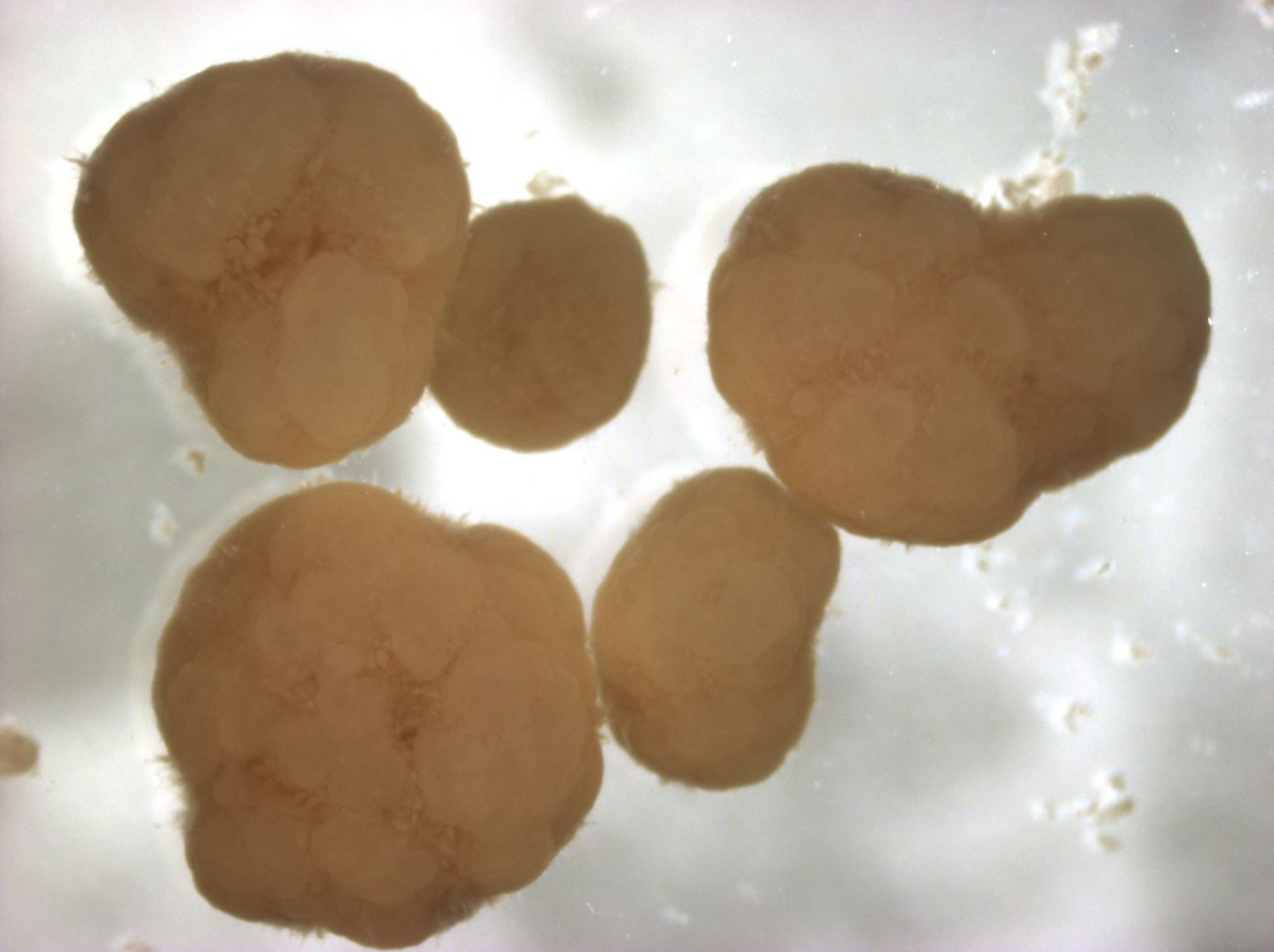
Gránulos Aerobios.

## Biomasa aerobia granular
Una definición para distinguir entre un gránulo aerobio y un simple flóculo con buena sedimentabilidad se propuso en los debates que tuvieron lugar durante el “1.er IWA-Workshop Aerobic Granular Sludge” en Múnich (2004) y dice literalmente:

“Los gránulos que forman un lodo granular aerobio son agregados de origen microbiano que no coagulan en condiciones de bajo estrés hidrodinámico y que sedimentan significativamente más rápido que los flóculos de lodo activo.” (de Kreuk et al. 2005)"

## Formación de gránulos aerobios

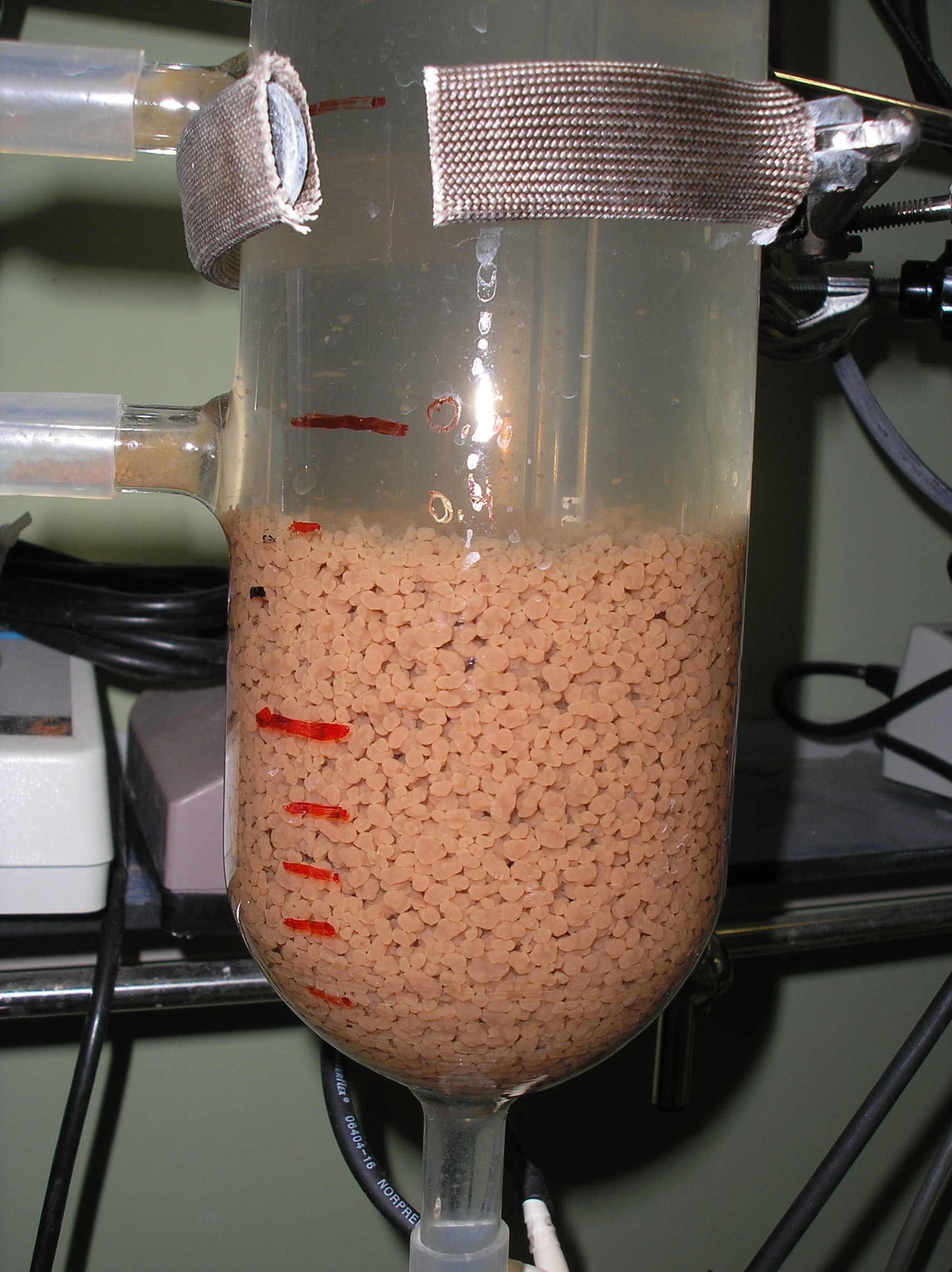
Reactor SBR, con gránulos aerobios.

La biomasa granular aerobia se forma en reactores discontinuos secuenciales (Sequencing Batch Reactors, SBR) sin materiales de soporte. Estos sistemas cumplen los requerimientos necesarios para la formación de los gránulos, como son:
Periodos de saciedad-hambruna: se utilizan tiempos cortos de alimentación para crear periodos de saciedad seguidos de periodos de hambruna (Beun et al. 1999), caracterizados por la presencia o ausencia de materia orgánica en el medio líquido respectivamente. Con esta estrategia de alimentación se logra la selección de los microorganismos adecuados para la formación de los gránulos.  Cuando la concentración de sustrato en el medio líquido es alta, los organismos que forman gránulos pueden almacenar materia orgánica en forma de poly-''β''-hidroxibutirato que pueden consumir en el periodo de hambruna, con lo que estos organismos estarán en ventaja en esas condiciones sobre los organismos filamentosos.
Tiempos cortos de sedimentación: esta presión selectiva hidráulica sobre los microorganismos permite retener la biomasa granular dentro del reactor, mientras la biomasa floculenta es lavada. (Qin et al. 2004)
Estrés hidrodinámico: las pruebas muestran que la aplicación de altas fuerzas de corte favorece la formación de gránulos aerobios y mejora las características físicas de los mismos. Los gránulos sólo se forman con valores de esfuerzo cortante superiores a un valor umbral de 1,2 cm/s en términos de velocidad superficial ascensional del aire en un reactor SBR. Se forman gránulos más regulares, más redondeados y más compactos cuanto más alta sea la fuerza de corte hidrodinámica. (Tay et al., 2001).

## Ventajas
El desarrollo de biomasa en forma de gránulos aerobios ha sido objeto de estudio debido a sus aplicaciones en la eliminación de materia orgánica y compuestos de nitrógeno y fósforo de las aguas residuales. Los gránulos aerobios en reactores SBR presentan varias ventajas comparados con los tratamientos convencionales de lodos activos:
Estabilidad y flexibilidad: los sistemas SBR pueden adaptarse a condiciones fluctuantes, permitiendo evitar sobrecargas y tóxicos.
Excelente sedimentabilidad: se necesita un sedimentador secundario más pequeño en comparación con los lodos activos convencionales, lo que se traduce en menores requerimientos de superficie para la construcción de la planta de tratamiento.
Buena retención de la biomasa: se pueden alcanzar concentraciones de biomasa más altas dentro del reactor con lo que se pueden tratar mayores cargas de sustrato.
Presencia de zonas aerobias y anóxicas dentro de los gránulos que permiten realizar diferentes procesos biológicos en el mismo sistema. (Beun et al. 1999)
El coste de operación de una planta de tratamiento de aguas residuales trabajando con lodo aerobio en forma granular puede ser un 20% menor que trabajando con lodos activos convencionales. La reducción de espacio requerido puede reducirse hasta un 75%. (de Kreuk et al., 2004).

## Tratamiento de aguas residuales industriales
En los trabajos realizados con gránulos aerobios se ha utilizado principalmente aguas sintéticas. Estos trabajos estaban enfocados principalmente en el estudio de la formación de gránulos, de su estabilidad y de la eficiencia en la eliminación de nutrientes bajo diferentes condiciones operacionales, además de su potencial en la eliminación de compuestos tóxicos. El potencial de esta tecnología para el tratamiento de aguas residuales industriales se encuentra bajo estudio. Algunos resultados de estos estudios son:
- Arrojo et al. (2004)[6] operaron dos reactores alimentados con aguas industriales procedentes de un laboratorio de análisis de productos lácteos: DQO total: 1500–3000 mg/L; DQO soluble: 300–1500 mg/L; Nitrógeno total: 50–200 mg/L). Se aplicaron cargas orgánicas y de nitrógeno de 7 g DQO/(L·d) y 0,7 g N/(L·d) respectivamente, obteniendo eficacias de eliminación del 80%.

- Cassidy y Belia (2005)[7]   obtuvieron eficacias en la eliminación de la DQO y del fósforo de hasta el 98%. Para el nitrógeno y los sólidos solubles volátiles (SSV) de hasta el 97%. Se utilizó un reactor granular alimentado con aguas residuales de matadero. (DQO total: 7685 mg/L;  DQO soluble: 5163 mg/L; TKN: 1057 mg/L y SSV: 1520 mg/L). Para obtener estas altas eficacias de eliminación se operó el reactor con un nivel de saturación de oxígeno disuelto (OD) del 40%, el cual es el valor óptimo determinado por Beun et al.(2001) para la eliminación de nitrógeno. Se utilizó un periodo de alimentación anaerobio, lo que ayuda a mantener la estabilidad de los gránulos cuando la concentración de OD está limitada.

- Schwarzenbeck et al. (2004)[8]   trataron aguas residuales procedentes de la industria cervecera, con una alta concentración de materia orgánica particulada (0,9 g SST/L). Se encontró que las partículas con diámetro medio menor que 25-50 µm se eliminaban con una eficacia del 80%, mientras que partículas con diámetros mayores que 50 µm sólo se alcanzaban eficacias del 40%. La capacidad de los gránulos aerobios de eliminar materia orgánica particulada se debe a la incorporación de estas partículas en la matriz de la biopelícula y a la actividad metabólica de la población de protozoos que cubren la superficie de los gránulos.

- Inizan et al. (2005)[9]   trataron aguas industriales procedentes de industrias farmacéuticas y observaron que los sólidos suspendidos en el agua de entrada del sistema no eran eliminados en el reactor.

- Tsuneda et al. (2006),[10] trataron aguas residuales procedentes de una refinería de metales (1.0-1.5 g NH4+-N/L y hasta 22 g/L de sulfato de sodio), obteniendo una eliminación de nitrógeno de 1,0 kg-N/m³·d con una eficacia del 95% en un sistema conteniendo gránulos autotróficos.

- López-Palau et al. (2009),[11] trataron aguas residuales procedentes de una industria vinícola. La formación de gránulos se logró usando un sustrato sintético y después de 120 días de operación, el medio sintético fue sustituido por efluente real con una carga orgánica de 6 kg DQO/(m³·d).

## Estudios en planta piloto
La tecnología de granulación aerobia para la aplicación en el tratamiento de aguas residuales está ampliamente desarrollada a escala de laboratorio. La experiencia en sistemas a gran escala es más limitada, pero varias instituciones realizan esfuerzos para desarrollar esta tecnología.
- Desde 1999, DHV Water, la Delft University of technology (TUD), la STW (Dutch Foundation for Applied Technology) y la STOWA (Dutch Foundation for Applied Water Research) han trabajado conjuntamente en el desarrollo de la tecnología de lodos granulares aerobios (Nereda™). Basándose en los resultados obtenidos, se puso en funcionamiento una planta piloto en septiembre de 2003 en Ede (Holanda). El corazón de la instalación consiste en dos reactores biológicos paralelos de 6 m de alto y 0,6 m de diámetro, operando con un volumen de 1,5 m³.

- Partiendo de lodo granular aerobio, pero usando un sistema de retención para los gránulos, el IRSA (Istituto di Ricerca Sulle Acque, Italia) desarrolló un reactor granular con biofiltros operando por cargas secuenciales (SBBGR) con un volumen de 3,1m³. Diferentes estudios fueron llevados a cabo en una planta de tratamiento de aguas residuales ubicada en Italia.

- La tecnología ARGUS Aerobic Granules Upgrade System se basa en el empleo de gránulos aerobios preparados en laboratorio, que posteriormente se añaden en el sistema principal. Los gránulos se forman en pequeños biorreactores llamados propagadores y llenan el 2 o 3% del reactor principal. Este sistema se emplea en una planta piloto con un volumen de 2,7 m³localizado en una industria farmacéutica en Hungría.

- El Grupo de Ingeniería Ambiental y Bioprocesos de la Universidad de Santiago de Compostela tiene en marcha desde inicios del 2008 una planta piloto de 100 L para la investigación de la granulación aerobia.

Los estudios de viabilidad muestran que la tecnología de lodos granulares aerobios puede ser muy prometedora (de Bruin et al., 2004). Basándose en el coste anual de un reactor granular (GSBR) con pretratamiento y un GSBR con postratamiento, estos sistemas son más viables en un 6-16% Un análisis de sensibilidad muestra que la tecnología de lodos granulares es menos sensible al precio del suelo, y más sensible a los flujos de aguas pluviales. Debido a la alta carga volumétrica que se puede tratar en un GSBR, la superficie necesaria es de sólo un 25% comparada con los sistemas tradicionales de referencia. Sin embargo, los sistemas GSBR solamente con tratamiento primario no pueden alcanzar los actuales estándares de depuración de aguas residuales urbanas, principalmente debido al exceso de sólidos en suspensión en el efluente que supera los valores límite de emisión. Estos sólidos provienen del lavado de la biomasa no fácilmente sedimentable.